# Giada Morucci
Giada Morucci (Livorno, 23 aprile 1998) è una calciatrice italiana, centrocampista del Ravenna.

## Palmarès
- Campionato italiano di Serie B: 1

Empoli: 2016-2017